# Truppenübungsplatz Thorn

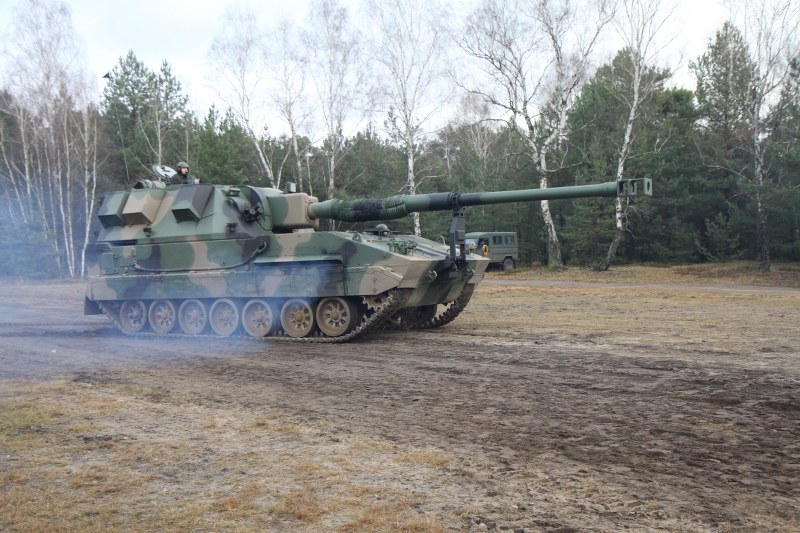
Artillerieübung des polnischen Militärs auf dem Truppenübungsplatz Thorn im Jahre 2012

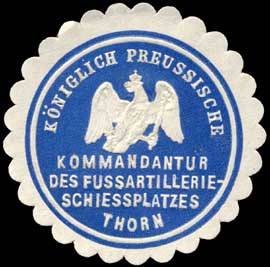
Siegelmarke Königlich Preußische Kommandantur des Fussartillerieschiessplatzes Thorn

Der Truppenübungsplatz Thorn (polnisch Poligon toruński) befindet sich südlich der Stadt Thorn in Westpreußen in der polnischen Woiwodschaft Kujawien-Pommern. Er umfasst eine Fläche von 12.400 ha. Er dient hauptsächlich als Artillerieübungsplatz. Er wird heute von der polnischen Armee unter dem Namen Poligon Thorun genutzt.

## Geschichte
Erste Artillerieübungen in dem Gelände fanden im Jahre 1607 statt. Im Jahre 1874 richtete die preußische Verwaltung einen permanenten Truppenübungsplatz auf dem Gelände ein (siehe Truppenübungsplätze (Deutsches Reich)). Dieser wurde ab 1920 von der polnischen Armee genutzt. Im Jahre 1939 wurde der Truppenübungsplatz im Rahmen des Überfalls auf Polen von der deutschen Wehrmacht erobert und in die Nutzung genommen. 1941 wurde auf dem Gelände das Kriegsgefangenenlager Stalag 312 eingerichtet. 1945 eroberte die Rote Armee den Übungsplatz. Seit 1946 nutzt die polnische Armee das Gelände als Artillerieübungsplatz.